# イレイザーヘッド
『イレイザーヘッド』（Eraserhead）は、1977年のアメリカの超現実的ホラー映画。モノクロ映画。
デヴィッド・リンチが一人で製作・監督・脚本・編集・美術・特殊効果を務めて制作した映画で、長篇映画デビュー作品である。カルト映画の代名詞ともなっている。タイトルの「イレイザーヘッド（Eraserhead）」は、鉛筆に付いている消しゴムを指す。
本作のフィルムは、2004年にアメリカ国立フィルム登録簿（National Film Registry）に選定・登録され、アメリカ議会図書館に保存されている。また、スティーブン・ジェイ・シュナイダーの『死ぬまでに観たい映画1001本』にも掲載されている。

## 概要
若き日のデヴィッド・リンチが、製作チームの5人と共に、個人資金と5年の歳月をかけて完成させた映画である（主演のジャック・ナンスは、製作中四年間に一度も髪形を変えなかった）。ストーリーはシュール、難解で理解不能、ビジュアル的に不気味なモノクロ映像が印象的で、観客はまるで不可解な夢を見ている気分に陥る。
サウンドトラックも印象的で話題となり、1997年にはリンチ自身が新たに音響などに手を施した「完全版」がビデオで発売された。ピッチフォークを初めとする音楽メディアからも高い評価を受けている。

## ストーリー
プロローグ。モジャモジャ頭の特徴的な髪型の男ヘンリー・スペンサーが寝ている姿をバックに不思議な光景が展開される。1つの惑星（丸いゴツゴツした大岩）が浮かび上がると、その中と思われる割れた窓の部屋に酷い皮膚病らしきものを患った謎の男（The Man in the Planet、惑星の男）がいる。男が目の前のレバーを引くと、どこか別の空間に胎児のような生き物が現れ、空中に浮かぶ。男がさらに別のレバーを引くと、その生き物は落下し始め、最終的に水の中へと落ちる。
フィラデルフィアの工場地帯の町並みの中を、スペンサーはいつものように着古したスーツを着て異様な歩き方をしながら自宅であるアパートの一室へと帰る。すると向かいの部屋の住人で魅力的な女性から、スペンサーの彼女であるメアリー・エックスから伝言を頼まれたと言い、彼女の家族がスペンサーを夕食に招待していることを伝える。彼がメアリーの家を訪れると、リビングに通されるが、彼女の母親に何故か厳しく問い詰められ気まずい空気が流れる。その後、夕食となるが今度は彼女の父親が要領を得ない話を始め、取り分けられた鶏肉料理はまるでまだ生きているかのように動き血を吹き出させる。その様子を見てメアリーと彼女の母は酷く怯え部屋を出てしまう。その後、戻ってきた母はスペンサーを部屋から連れ出し、娘と寝たのかと問い詰め始め、怯える彼の首筋にキスをする。母はメアリーが未熟児と思われる子を産んだこと、ゆえにスペンサーとメアリーは結婚しなければならないと言うが、メアリーは自分が産んだものが人間であるかわからないと言う。
次のシーンで、スペンサーとメアリーは彼の部屋で結婚生活を始めているが、そこには身体を包帯に包んだ手足のない胎児のような、何とも名状し難い謎の生き物がおり、これがメアリーが産んだ子供であるという。赤ん坊はいつも甲高い変な泣き声をあげており、食事もすべて拒む。スペンサーはまったく気にしていないが、やがてメアリーが耐えられなくなり、スペンサーと子供を残して部屋を出ていってしまう。メアリーがいなくなると赤ん坊は泣きやみ、スペンサーは赤ん坊の面倒を見ながら今までと変わらない生活を始める。
ある日、スペンサーが仕事に行こうとすると赤ん坊の体中に酷い発疹ができていることに気づく。軽く面倒を見て出かけようとするも、大きな声で泣き始め、仕方なくスペンサーは部屋にこもり、一日面倒を見る。疲れてベッドに横になったスペンサーはラジエーターの向こう側に劇場の幻覚を見る。ステージでは両頬が膨れた酷い形相の若い女性が単調なダンスを踊っているが、頭上からは幼虫のような胎児がまばらに落ちてきており、女性はそれを踏み潰しながら踊り続けている。彼女がステージから去ると、いつの間にかメアリーがスペンサーの隣に寝ている。メアリーの歯ぎしりで目を覚ましたスペンサーは、身悶える彼女の身体からへその緒が付いた胎児を引っ張り出す。スペンサーがそれを壁に投げつけると、それは潰れて血の跡を残す。その後、戸棚から飛び出してきた肉片は、最初の惑星のような場所を這いずり回っている。
いつの間にかスペンサーは部屋の椅子に座っている。部屋の扉を開けると隣人の美女が入ってくる。聞けば、鍵を忘れたため一晩泊めて欲しいと言う。そのまま二人はベッドで肌を合わせる。そこに再び惑星のイメージが入り、その後、あのラジエーターの女が再び舞台に登場し、「天国ではすべてがうまく行く」と歌い始める。今度はスペンサーもその舞台に上がり、その女としばし見つめ合うと光が明滅し女は消える。その後、ステージの上に、スペンサーの部屋にあった枯れた植物が一人でに入ってくる。狼狽するスペンサーはいつもの癖で、ベッドの柵のような鉄棒を掴み、気分を落ち着かせようとするが、突如スペンサーの頭が落ちる。すると中から、あの赤ん坊の頭のようなものが生えだす。スペンサーの頭はステージの床に落ちた後、どこかの道路の上に落下する。それを一人の少年が拾い上げると、どこかの工場へと持ち込む。工場の男たちはそれを受け取ると、その髪の毛を刈り、そして何か機械にセットすると消しゴム付き鉛筆が次々と出来上がる。
そこでスペンサーは目を覚ます。朝になっており、隣には誰もいない。部屋の外に出て向かいの美女の部屋の様子を確認するが、何もない。部屋に戻ると、赤ん坊は嘲笑うような声をあげだす。再びベッドに横になり寝ようとするがノイズで眠れず起き上がり、扉を開いて廊下を覗いてみると、あの美女が中年男と一緒にいていちゃついている。美女と目があい思わずスペンサーは部屋の扉を締める。意を決したスペンサーはハサミを棚から取り出すと、それで赤ん坊の包帯を切り裂く。中には心臓や臓器のようなものがむき出しになってあるだけだった。そしてスペンサーはその心臓にハサミを突き刺すと血が溢れ出す。部屋の電気がショートし、巨大な赤ん坊の顔がスペンサーに迫ってくる。そこに今までたびたび登場した惑星らしき大岩が現れ、その表面の一部が弾け飛び、奥に空洞が見える穴が開く。カメラが穴にズームアップすると、惑星の男が火花を散らしながらレバーを引いている。次のショットでスペンサーは薄霧の中に立っている。すると、霧の中からラジエーターの女が現れ、二人は抱きしめ合う。ここで物語は終わる。

## キャスト
ヘンリー・スペンサー
Henry Spencer
演 - ジャック・ナンス

メアリー・エックス
Mary X
演 - シャーロット・スチュアート

ミスター・エックス
Mr. X
演 - アレン・ジョゼフ

ミセス・エックス
Mrs. X
演 - ジーン・ベイツ

アパートに住む女
Beautiful Girl Across the Hall
演 - ジュディス・アンナ・ロバーツ

ラジエーターの中の少女
Lady in the Radiator
演 - ローレル・ニア

惑星の男 / 窓際の男
The Man in the Planet
演 - ジャック・フィスク

少女
The Little Girl
演 - ジェニファー・チェンバース・リンチ

## 作品解説
本作の奇形の赤ん坊があまりに不気味でリアルなので、「牛か羊の胎児を撮影に使った」「いや、デヴィッド・リンチが精巧に作り上げたミニチュアだ」などの議論を呼んだ。リンチ自身は、インタビューでこのことを聞かれてもタネを明かさず、いかなる質問にも肯定も否定もせず、ただ沈黙を保ち続けているため、真相は不明である。ちなみに撮影中この赤ん坊は、スヌーピーの兄から名前を取り、スパイクという名前で呼ばれていた。
資金が非常に少なかった為、ドアノブを回して部屋に入るまでのシーンに一年半費やした。
撮影場所はカリフォルニアだが、それがわからないように豪邸と馬小屋を借り切って制作した。

## 公開
映画の完成後、ニューヨーク映画祭に応募したが断られ、最初の上映でも24人しか客が入らず、批評誌のほとんどが酷評した。しかし、アメリカの独立系映画館で深夜上映（レイトショー）されると、不気味さが一層際立ったため、観る者に強烈なインパクトを与えることに成功し、次第に「ミッドナイト・カルト」と呼ばれ一部に熱狂的支持を受ける。
上映中、内容がショッキングなので、妊婦は鑑賞しないようにと警告した。

## 日本での公開
『エレファント・マン』の大ヒットを見た東映洋画が、デイヴィッド・リンチの名前で商売になると判断し、翌1981年買い付け公開した。「これがエレファント・マンの原点」などとキャッチコピーを打ったが大コケ。原因として気味の悪い赤ん坊の扱いに興行側も一般のお客も理解不可能で、感性の映画で口コミに出来なかったため等といわれる。
日本語字幕：岡枝慎二